# 釋迦黑鐘螺
釋迦黑鐘螺是一個海螺的物種，屬於钟螺科草蓆鐘螺亞科的海洋腹足纲软体动物。

## 型態描述
殼長5 mm到12 mm。螺殼色黑，外有肉色顆粒，好像水果釋迦的外型，因而為名。 

## 分佈
本物種分佈於印度洋-太平洋海域。也見於台灣南部屏東車城。

## 外部連結
- To Barcode of Life (1 barcode) （页面存档备份，存于）
- To Encyclopedia of Life （页面存档备份，存于）
- To GenBank (6 nucleotides; 3 proteins) （页面存档备份，存于）
- To World Register of Marine Species （页面存档备份，存于）
- Gastropods.com: Diloma radula （页面存档备份，存于）